# بادي بوكر
بادي بوكر (بالإنجليزية: Buddy Booker)‏ هو لاعب كرة قاعدة أمريكي، ولد في 28 مايو 1942 في لينشبرغ في الولايات المتحدة.

## وصلات خارجية
- بادي بوكر على موقعبيزبول رفرنس.كوم (الدوري الرئيسي) (الإنجليزية)